# خالد فتى العرب (مجلة)
مجلة خالد فتى العرب هي مجلة لبنانية أسبوعية ثقافية مصورة خاصة بالأطفال، صدرت مرة كل أسبوعين مؤقتاً، صدر العدد الأول في الأول من يونيو 1959م، تصدر عن مؤسسة الأبحاث والنشر للشرق الأوسط.
شخصيات المجلة الرئيسة في الكرتون منها: شارلوك هولمز، جمانة وليلى، جحا وخالد. لا يوجد تواقيع للرسامين، لكن تكتب أسماؤهم على الترويسة بالحروف الأولى من أسمائهم، وهم أ. القيم، م. دمشقية، أز شهاب، عدد الصفحات الكرتونية 15 صفحة من بين 22 صفحة، بعضها أبيض وأسود، وبعضها الآخر ملون، تحتوي المجلة على تسالي للأطفال، تبدو في الفكاهات وقسم اختبر معلوماتك، ومع المشاهير، وهل هناك خطأ في هذا المنظر، واصنع بنفسك، هناك مساهمات من القراء مثل القراء يكتبون بالإضافة إلى ركن التعاون، تنشر المجلة قصصاً قصيرة دون الإشارة إلى اسم المؤلف، هناك مسابقة للعدد، ذات جوائز مالية، ليس هناك ملحق للمجلة، وشعار المجلة سبق ذكره، ولا تعتمد المجلة في السنة الأولى على الإعلانات، وغالباً ما لا يضم الغلاف أي إشارة لمواد العدد، سعر المجلة 400 قرش لبناني في عام 1959م

## فريق العمل
رئيس التحرير: فؤاد ايتيم
سكرتيرة التحرير: سميرة عزام

## الأبواب
- قصص كرتونية
- ركن التعارف
- اختبر معلوماتك
- تسالي
- مع المشاهير
- بدون تعليق